# Meerssen
Meerssen (phát âmⓘ) là một đô thị ở đông nam Hà Lan.
Hiệp ước Meerssen đã được ký ở Meerssen năm 870. Hiệp ước Meerssen là một thỏa thuận chia đế quốc Carolingia của những người con trai sống sót của Louis I, Charles II của West Franks và Louis Đức của East Franks.

## Các trung tâm dân cư
- Bunde
- Geulle
- Meerssen
- Rothem
- Ulestraten